# Roberto Martínez (bokser)
Roberto Martínez (ur. 10 lipca 1938 w Castillos) – urugwajski bokser.
Uczestniczył w Letnich Igrzyskach Olimpijskich, w 1960 roku, przegrał w pierwszej walce w wadze półśredniej z Maxem Meierem.